# British Muslim Initiative
La British Muslim Initiative (BMI) est une organisation musulmane sise au Royaume-Uni, laquelle se présente comme œuvrant « à combattre le racisme et l'islamophobie, à lutter contre les défis auxquels les musulmans sont confrontés à travers le globe, à promouvoir l'engagement des musulmans dans la vie publique britannique et à améliorer les relations entre l'Occident et le monde musulman ». En outre, elle « aspire à offrir une tribune permettant de scruter, d'analyser et de mettre en lumière les préoccupations des musulmans britanniques, en particulier celles de nature politique ». Cette entité a été décrite comme affiliée aux Frères musulmans. 
En 2010, Muhammad Sawalha exerçait les fonctions de président de la BMI. En 2013, Anas Al Tikriti aurait été le chef ou le porte-parole de l'Initiative. 
La BMI fut créé en l'an 2007 par d'anciens dignitaires de l'Association musulmane de Grande-Bretagne, à savoir Sawalha, Azzam Tamimi et Al Tikriti. Ce groupement émergea à la suite d'une dissension interne, opposant les traditionalistes du MAB, déconcertés par le degré élevé d'implication dans la politique britannique aux côtés du Parti Vert et du Parti du Respect, et ceux qui allaient ultérieurement constituer le BMI, désireux de perpétuer cette implication. L'institution de cette organisation fut dirigée par Daud Abdullah. 